# Zdzisław Starostecki
Zdzisław Julian Starostecki (ur. 8 lutego 1919 w Łodzi, zm. 31 grudnia 2010 w Sarasocie) – generał brygady Wojska Polskiego, inżynier, jeden z twórców rakiet systemu Patriot.

## Życiorys
Starostecki urodził się w Łodzi, jego sąsiadem był Jan Karski, późniejszy kurier polskiego państwa podziemnego. Przed wybuchem II wojny światowej służył w korpusie kadetów w Chełmnie, w czasie kampanii wrześniowej walczył pod Kockiem, po kapitulacji zaangażował się w warszawskie struktury podziemia; konspirował w Służbie Zwycięstwu Polski. Podczas próby wydostania się przez Rumunię na zachód został aresztowany przez NKWD i skazany na osiem lat pobytu w łagrze na Kołymie. Pracował w kopalni złota, gdzie zaprzyjaźnił się z Aleksandrem Swanidze, również zesłańcem, szwagrem Józefa Stalina.
Dwa razy próbował uciec z zesłania, ale łagier opuścił dopiero wtedy, gdy zgłosił się do Armii Andersa. Pod Monte Cassino zdobył ze szwadronem czołgów kluczową pozycję na wzgórzu „Widmo”. W czasie walk o Bolonię podczas kampanii włoskiej został ranny, groziła mu amputacja nogi. Wojnę zakończył w randze porucznika. Pozostał na emigracji, zamieszkał w Londynie, a w 1952 roku przeniósł się do Stanów Zjednoczonych. Tam studiował na Stevens Institute of Technology, następnie w 1960 roku, zatrudniono go w Centrum Badań Obronnych US Army (Defense Department Research and Development Center).
W latach osiemdziasiątych XX wieku był szefem zespołu pracującego nad systemem rakietowym Patriot, osobiście jest autorem konstrukcji głowicy rakiety. System wszedł na wyposażenie armii amerykańskiej w 1989 roku. Po zdobyciu informacji o tej broni przez wywiadowcę PRL był podejrzewany o udział w przecieku. Zdobycie planów systemu przeciwlotniczego Patriot przypisywano błędnie Marianowi Zacharskiemu, tymczasem zdobył je wywiadowca ppłk SB Zdzisław Przychodzień. Starosteckiego ostatecznie oczyszczono z zarzutów.
11 listopada 2009 roku został z okazji rocznicy urodzin mianowany na stopień generała brygady przez prezydenta Lecha Kaczyńskiego.
Został członkiem komitetu poparcia Bronisława Komorowskiego przed przyspieszonymi wyborami prezydenckimi 2010.
4 października 2010 r. Rada Miasta Chełm nadała mu tytuł honorowego obywatela miasta.
Zmarł 31 grudnia 2010 roku w swoim domu na Florydzie.

## Upamiętnienie
W 2024 został patronem 37 Dywizjonu Rakietowego Obrony Powietrznej wchodzącego w skład 3. Warszawskiej Brygady Rakietowej Obrony Powietrznej

## Ordery i odznaczenia
- Order Virtuti Militari
- Krzyż Komandorski z Gwiazdą Orderu Zasługi Rzeczypospolitej Polskiej (2007)[6]
- Krzyż Oficerski Orderu Zasługi Rzeczypospolitej Polskiej (1996)[7]
- Krzyż Walecznych